# 에이전트 블루

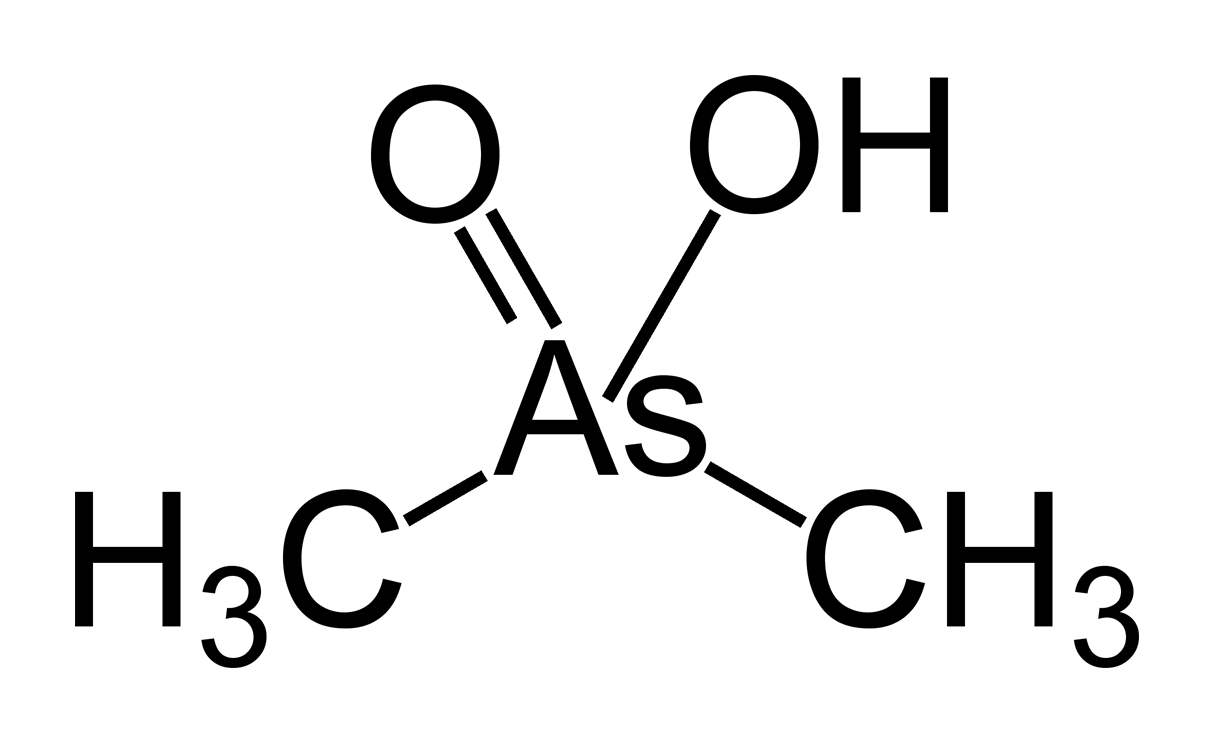
카코딜산과 카코딜산염이 에이전트 블루의 구성물질이다.

에이전트 블루(Agent Blue)는 미국이 베트남 전쟁동안 사용한 무지개 제초제 중 하나이다. 이 화학 약품은 베트콩이 가용할 수 있는 작물을 제거하기 위해 벼와 다른 곡식 작물에 살포가 되었다.

## 개요
에이전트 블루는 비소를 함유한 복합물질과 카코딜산염, 카코딜산의 혼합물이다. 에이전트 블루는 더 악명이 높은 에이전트 오렌지나 베트남 전쟁동안 사용된 다른 제초제와는 화학적으로 관련이 없다.
벼는 믿을 수 없이 견고하여, 전통적인 폭발물로는 파괴하기 어렵고, 타지도 않기 때문에 그래서 선택된 것이 제초제였다. 에이전트 블루는 식물을 말라죽게 한다. 벼는 물에 상당히 종속적이기 때문에 에이전트 블루를 이러한 벼에 사용하면 전체 평야를 파괴하고 아예 농사를 지을 수 없도록 황폐화시킬 수 있다.
약 125만 갤런(474만 리터)의 에이전트 블루가 베트남 전쟁에서 사용되어 50만 에이커(2,000km2)의 농지를 황폐화시켰다.
오늘 날, 미국 전역에서 에이전트 블루라고 이름 붙은 대량의 화학물질이 여전히 잔디와 곡물에 사용되고 있다.

## 대한민국
에이전트 오렌지와 에이전트 블루는 1960년대말(1968년 4월 1일~1971년 8월 31일)에 한국에서도 사용되었다. 비무장지대(DMZ)를 따라 이 약품을 뿌린 것은 미군이 아니라 한국군이었다. 해제된 미국방부 문서 즉, 주한미군사령부가 지난 1968년 미국 화생방사령부에 보낸 《고엽제 살포작전 평가보고서》에 의하면, 주한미군은 1968년 김신조 등 무장 간첩들이 일으킨 1.21 사태이후 〈식물통제계획 1968〉(Vegetation Control Plan CY1968)이라는 작전계획을 세워 한미 합동으로 서부전선에서 동부전선까지 휴전선 비무장지대(DMZ) 남방한계선 이남 민간인 통제구역일대 2,200만평에 고엽제를 집중 살포했다. 고엽제는 비무장지대 철책 양쪽 100ｍ 전방관측소와 전술도로 주변 30ｍ 이내에 집중적으로 뿌려졌으며 작전계획은 미군이 세웠으나 실제 살포작업에는 한국군 장병들이 대거 투입됐다고 보고서는 밝히고 있다. 당시 작전에 동원됐던 장병들은 단순히 제초제를 뿌리는 정도로만 알고 아무런 사전교육이나 방독면 등 보호장비 없이 고엽제를 살포하는 바람에 대부분 후유증을 앓고 있을 것으로 추정된다.
살포된 고엽제는 `에이전트 오렌지' `에이전트 블루' `모뉴론' 등 3가지 종류로 21,000갤런(315드럼) 분량의 원액을 경유와 3 : 50의 비율로 섞어 뿌린 것으로 나타났다. 보고서에 따르면 고엽제 살포작전은 당시 본스틸(Charles H. Bonesteel) 주한미군사령관이 미국 정부에 건의해 딘 러스크(Dean Rusk) 미 국무장관의 승인을 받은 뒤 1968년 9월 20일 정일권 국무총리의 재가를 받아 실시된 것으로 밝혀졌다.
1960년대말 또는 1970년대 초에 수천병의 병사들이 치명적인 고엽제에 접촉되었을 지도 모른다고 두려워했다고 한다. 한국의 최고위 관리에 따르면, 3만명 이상의 한국 전역 군인이 고엽제 노출로 인한 질환을 앓고 있다고 말했다. 고엽제에 노출된 정확한 전역 군인의 수는 알려지지 않았다. 그러나 1968년부터 1969년까지 DMZ를 따라 제2보병사단, 제23 보병연대, 3중대 상사로 근무했던 노스캐롤라이나 출신의 C. 데이비드 벤보우에 의하면, 당시 DMZ를 따라 4,000명 정도가 접촉했을 것이라는 증언을 하였다.

## 같이 보기
- 고엽제
  - 에이전트 오렌지
  - 에이전트 화이트
  - 에이전트 핑크
  - 에이전트 퍼플
  - 에이전트 그린